# Хари Сусанто
Хари Сусанто (25. јануар 1975) је индонежански парабадминтониста који је играо сваку од три варијанте овог спорта (мушарци појединачно, мушки пар и мјешовити пар) на највишем свјетском нивоу. Освојио је златну медаљу на Љетњим параолимпијским играма, четири медаље на Свјетском првенству у парабадминтону, пет медаља на Азијским параиграма и једанаест медаља на АСЕАН параиграма.
Сусанто је 2021. године представљао Индонезију у категоријама мушкарци појединачно и у мјешовитом пару на Љетњим параолимпијским играма 2020. године, освојивши златну медаљу у овој другој.

## Награде и номинације
| Награда                                      | Година     | Категорија                                                                               | Резултат   | Ref.  |
| -------------------------------------------- | ---------- | ---------------------------------------------------------------------------------------- | ---------- | ----- |
| Индонежанске спортске награде                | 2018.      | Најомиљенији мушки параспортиста (са пласманом мушког тима на Азијским параиграма 2018.) | Освојено   | [ 3 ] |
| Награде БВФ                                  | 2020–2021. | БВФ Пара-бадминтон пар године (са Леани Ратри Октилом)                                   | Номинација | [ 4 ] |
| Златна награда, Удружење новинара Индонезије | 2021.      | Најбољи мушки параспортиста                                                              | Освојено   | [ 5 ] |

## Спортска постигнућа

### Параолимпијске игре
Мјешовити парови SL3–SU5
| Година | Мјесто одржавања такмичења                       | Партнер            | Противници              | Бодови       | Резултат |
| ------ | ------------------------------------------------ | ------------------ | ----------------------- | ------------ | -------- |
| 2021.  | Национална спортска дворана Јојоги, Токио, Јапан | Леани Ратри Октила | Лукас Мазур Фостин Ноел | 23–21, 21–17 | Злато    |

### Свјетски шампионати
Мушки парови SL3–SL4
| Година | Мјесто одржавања такмичења                    | Партнер      | Противници              | Бодови       | Резултат |
| ------ | --------------------------------------------- | ------------ | ----------------------- | ------------ | -------- |
| 2017.  | Спортска дворана Донгчун, Улсан, Јужна Кореја | Укун Рукенди | Чен Сјаоју Јанг Ђенјуен | 21–10, 21–12 | Злато    |
| 2019.  | Сант Јакобсхале, Базел, Швајцарска            | Укун Рукенди | Кумар Нитеш Тарун Дилон | 21–23, 9–21  | Бронза   |

Мјешовити парови SL3–SU5
| Година | Мјесто одржавања такмичења                    | Партнер            | Противници                    | Бодови       | Резултат |
| ------ | --------------------------------------------- | ------------------ | ----------------------------- | ------------ | -------- |
| 2017.  | Спортска дворана Донгчун, Улсан, Јужна Кореја | Леани Ратри Октила | Јанг Ђенјуен Јанг Ћусја       | 21–14, 21–14 | Злато    |
| 2019.  | Санкт Јакобсхале, Базел, Швајцарска           | Леани Ратри Октила | Јан-Никлас Пот Катрин Зајберт | 21–4, 21–11  | Злато    |

### Азијске параигре
Мушкарци појединачно SL4
| Година | Мјесто одржавања такмичења              | Противници   | Бодови       | Резултат |
| ------ | --------------------------------------- | ------------ | ------------ | -------- |
| 2010.  | Спортска дворана Тианхе, Гуангџоу, Кина | Ју Квонг Вах | 15–21, 10–21 | Сребро   |

Мушки парови SL3–SL4
| Година | Мјесто одржавања такмичења                     | Партнер      | Противници              | Бодови       | Резултат |
| ------ | ---------------------------------------------- | ------------ | ----------------------- | ------------ | -------- |
| 2010.  | Спортска дворана Тианхе, Гванџо, Кина          | Трихоно      | Чианг Чунгхо Лин Ченгче | 21–17, 21–12 | Злато    |
| 2014.  | Спортска дворана Гјејанг, Инчеон, Јужна Кореја | Укун Рукенди | Двијоко Фреди Сетиаван  | 21–15, 21–13 | Злато    |

Мјешовити парови SL3–SU5
| Година | Мјесто одржавања такмичења                       | Партнер            | Противници                      | Бодови       | Резултат |
| ------ | ------------------------------------------------ | ------------------ | ------------------------------- | ------------ | -------- |
| 2018.  | Спортски стадион Бунг Карно, Џакарта, Индонезија | Леани Ратри Октила | Сирипонг Темаром Нипада Сенсупа | 21–17, 21–10 | Злато    |

### Азијски шампионати
Мушкарци појединачно SL4
| Година | Мјесто одржавања такмичења                                              | Противник                | Бодови      | Резултат |
| ------ | ----------------------------------------------------------------------- | ------------------------ | ----------- | -------- |
| 2016.  | Кинеска администрација за спорт за особе са инвалидитетом, Пекинг, Кина | Сухас Лалинакере Јатираџ | 4–21, 11–21 | Сребро   |

Мушки парови SL3–SL4
| Година | Мјесто одржавања такмичења                                              | Партнер      | Противници                             | Бодови       | Резултат |
| ------ | ----------------------------------------------------------------------- | ------------ | -------------------------------------- | ------------ | -------- |
| 2016.  | Кинеска администрација за спорт за особе са инвалидитетом, Пекинг, Кина | Укун Рукенди | Мухамед Хузаири Абдул Малек Бакри Омар | 21–14, 21–16 | Злато    |

### АСЕАН Параигре
Мушкарци појединачно SL4
| Година | Мјесто одржавања такмичења            | Противник             | Бодови       | Резултат |
| ------ | ------------------------------------- | --------------------- | ------------ | -------- |
| 2015.  | Singapore Sports Hub, Сингапур        | Бакри Омар            | 21–13, 21–16 | Злато    |
| 2017.  | Аксиата Арена, Куала Лумпур, Малезија | Чаварат Китичокватана | 21–16, 21–13 | Злато    |

Мушки парови SL3–SL4
| Година | Мјесто одржавања такмичења                                           | Партнер      | Противници             | Бодови              | Резултат |
| ------ | -------------------------------------------------------------------- | ------------ | ---------------------- | ------------------- | -------- |
| 2015.  | Singapore Sports Hub, Сингапур                                       | Укун Рукенди | Двијоко Фреди Сетиаван | 21–7, 12–21, 21–17  | Злато    |
| 2017.  | Аксиата Арена, Куала Лумпур, Малезија                                | Укун Рукенди | Двијоко Фреди Сетиаван | 21–15, 21–16        | Злато    |
| 2022.  | Едуториј, Мухамадијин универзитет у Суракарти, Суракарта, Индонезија | Укун Рукенди | Двијоко Фреди Сетиаван | 14–21, 21–15, 10–21 | Сребро   |
| 2023.  | Бадминтон сала Мородок Техо, Пном Пен, Камбоџа                       | Укун Рукенди | Двијоко Фреди Сетиаван | 21–19, 13–21, 21–19 | Злато    |

Мјешовити парови SL3–SU5
| Година | Мјесто одржавања такмичења            | Партнер            | Противници                        | Бодови       | Резултат |
| ------ | ------------------------------------- | ------------------ | --------------------------------- | ------------ | -------- |
| 2015.  | Singapore Sports Hub, Сингапур        | Халиматус Садија   | Фреди Сетиаван Леани Ратри Октила | 21–11, 21–11 | Бронза   |
| 2017.  | Аксиата Арена, Куала Лумпур, Малезија | Леани Ратри Октила | Фреди Сетиаван Халиматус Садија   | 21–11, 21–13 | Злато    |

### Свјетски круг за парабадминтон (1 другопласирани)
Турнири Свјетског круга за парабадминтон – Оцјена 2, Ниво 1, 2 и 3 санкционисани су од стране Свјетске бадминтонске федерације од 2022. године.
Мушки парови SL3–SL4
| Година | Турнир                               | Ниво   | Партнер      | Противници             | Бодови       | Резултат       |
| ------ | ------------------------------------ | ------ | ------------ | ---------------------- | ------------ | -------------- |
| 2022.  | Индонезиа Парабадминтон Интернашонал | Ниво 3 | Укун Рукенди | Двијоко Фреди Сетиаван | 17–21, 13–21 | Другопласирани |

### Међународни турнири (од 2011–2021) (14 титула, 3 другопласирани)
Мушкарци појединачно SL4
| Година | Турнир                               | Противник  | Бодови       | Резултат  |
| ------ | ------------------------------------ | ---------- | ------------ | --------- |
| 2014.  | Индонезиа Парабадминтон Интернашонал | Бакри Омар | 21–16, 21–10 | Побједник |

Мушки парови SL3–SL4
| Година | Турнир                               | Партнер      | Противник                     | Бодови              | Резултат       |
| ------ | ------------------------------------ | ------------ | ----------------------------- | ------------------- | -------------- |
| 2014.  | Индонезиа Парабадминтон Интернашонал | Укун Рукенди | Двијоко Фреди Сетиаван        | 21–11, 21–11        | Побједник      |
| 2016.  | Индонезиа Парабадминтон Интернашонал | Укун Рукенди | Маман Нурјаман Фреди Сетиаван | 21–11, 21–17        | Побједник      |
| 2018.  | Дубаи Парабадминтон Интернашонал     | Укун Рукенди | Кумар Нитеш Фреди Сетиаван    | 21–17, 21–15        | Побједник      |
| 2018.  | Ајриш Парабадминтон Интернашонал     | Укун Рукенди | Маман Нурјаман Хикмат Рамдани | 21–14, 21–16        | Побједник      |
| 2018.  | Тајланд Парабадминтон Интернашонал   | Укун Рукенди | Двијоко Фреди Сетиван         | 19–21, 23–21, 17–21 | Другопласирани |

Мјешовити парови SL3–SU5
| Година | Турнир                               | Партнер            | Противник                         | Бодови              | Резултат       |
| ------ | ------------------------------------ | ------------------ | --------------------------------- | ------------------- | -------------- |
| 2016.  | Индонезиа Парабадминтон Интернашонал | Халиматус Садија   | Фреди Сетиаван Леани Ратри Октила | 13–21, 16–21        | Другопласирани |
| 2017.  | Тајланд Парабадминтон Интернашонал   | Леани Ратри Октила | Лукас Мазур Фостин Ноел           | 21–7, 21–11         | Побједник      |
| 2018.  | Дубаи Парабадминтон Интернашонал     | Леани Ратри Октила | Лукас Мазур Фостин Ноел           | 21–18, 21–18        | Побједник      |
| 2018.  | Ајриш Парабадминтон Интернашонал     | Леани Ратри Октила | Фреди Сетиаван Халиматус Садија   | 21–5, 21–15         | Побједник      |
| 2018.  | Тајланд Парабадминтон Интернашонал   | Леани Ратри Октила | Фреди Сетиаван Халиматус Садија   | 21–5, 21–10         | Побједник      |
| 2019.  | Туркиш Парабадминтон Интернашонал    | Леани Ратри Октила | Оу Вие Ченг Хефанг                | 21–9, 21–13         | Побједник      |
| 2019.  | Дубаи Парабадминтон Интернашонал     | Леани Ратри Октила | Лукас Мазур Фостин Ноел           | 21–19, 21–15        | Побједник      |
| 2019.  | Канада Парабадминтон Интернашонал    | Леани Ратри Октила | Лукас Мазур Фостин Ноел           | 21–16, 15–21, 21–13 | Побједник      |
| 2019.  | Ајриш Парабадминтон Интернашонал     | Леани Ратри Октила | Лукас Мазур Фостин Ноел           | 16–21, 21–16, 21–10 | Побједник      |
| 2020.  | Бразил Парабадминтон Интернашонал    | Леани Ратри Октила | Лукас Мазур Фостин Ноел           | 21–16, 21–9         | Побједник      |
| 2021.  | Дубаи Парабадминтон Интернашонал     | Леани Ратри Октила | Лукас Мазур Фостин Ноел           | 12–21, 21–19, 19–21 | Другопласирани |